# Emine

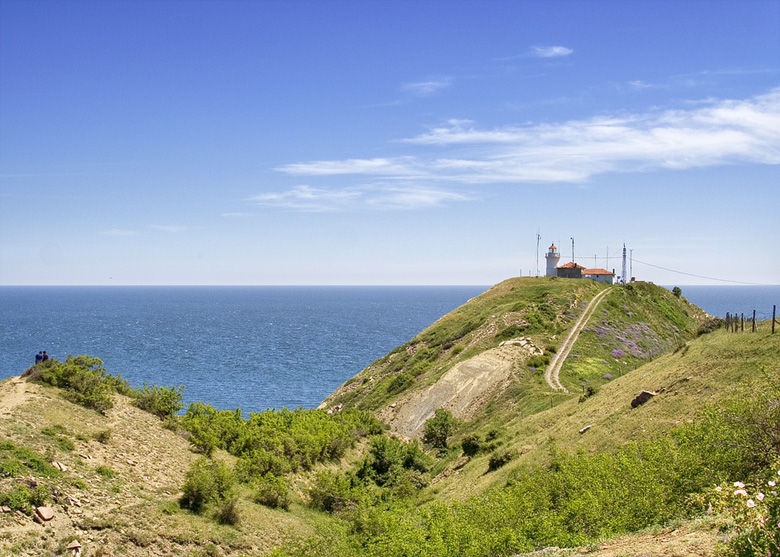
Przylądek Emine

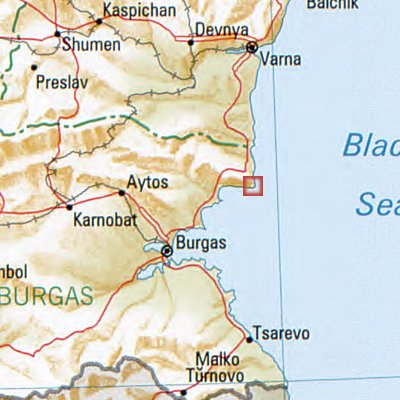
Mapa Bułgarii z zaznaczonym przylądkiem Emine

Przylądek Emine (bułg. Нос Емине – Nos Emine) – skalisty przylądek na czarnomorskim wybrzeżu Bułgarii. Znajduje się 79 km na południe od Warny, 54 km na północ od Burgasu i 14 km na południe od Obzoru. Przylądek ten stanowi wschodni skraj staropłanińskiego łańcucha i umownie rozdziela bułgarskie wybrzeże czarnomorskie na północne i południowe. Przylądek Emine jest obszarem chronionym  jako pomnik przyrody. Został nim ogłoszony w 1976.
Na Emine kończy się europejski długodystansowy szlak pieszy E3, bułgarską częścią którego jest szlak Kom - Emine. Na północ od przylądka znajduje się chronione miejsce Irakli.
Emine tworzy prawie pionowa 60-metrowa skała, otoczona przez setki podwodnych i sterczących nad wodą skał, rozsianych po morzu na ponad 250 metrów; brzeg jest wyjątkowo niebezpieczny dla żeglugi, a marynarze opływają go z daleka. Na przylądku działa latarnia morska.
W rejonie przylądka Emine są ruiny średniowiecznego monasteru i twierdzy Emona. Jej nazwa pochodzi od starogreckiej nazwy Starej Płaniny - Aemon (Αίμος - Aemos). Tę samą nazwę nosi też pobliska wieś Emona.